# Saint-Gervais (Dolina Oise)
Saint-Gervais – miejscowość i gmina we Francji, w regionie Île-de-France, w departamencie Dolina Oise.
Według danych na rok 1990 gminę zamieszkiwały 703 osoby, a gęstość zaludnienia wynosiła 53 osób/km² (wśród 1287 gmin regionu Île-de-France Saint-Gervais plasuje się na 719. miejscu pod względem liczby ludności, natomiast pod względem powierzchni na miejscu 226.).